# 패트릭 제롬

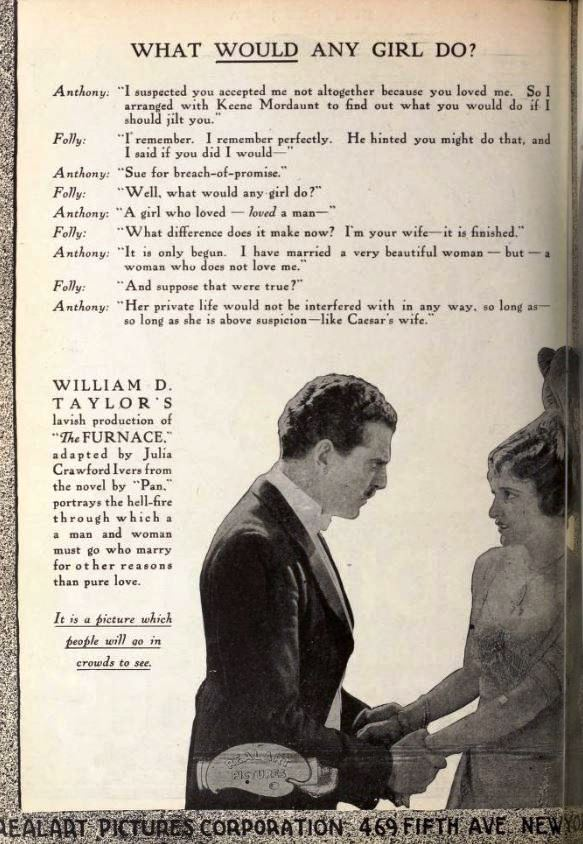

패트릭 제롬(Jerome Patrick, 1883년 6월 2일 ~ 1923년 9월 26일)은 미국의 배우이다.
뉴질랜드 더니딘에서 태어났으며 뉴욕에서 사망하였다.

## 영화
- 어게인스트 더 잡 (2014년)
- 오픈 베이컨시 (2012년)
- 턴어라운드 (2012년)
- 데이 바이 데이 (2012년)
- 리릭스 오브 마이 라이프 (2010년)
- 월스 해브 이어스 (2008년)
- 홀라 엣 미 (2007년)
- 디포테이션 (2001년)